# Marian Wichrzyński
Marian Wichrzyński (ur. 14 sierpnia 1932 w Umieniu) – polski funkcjonariusz służb specjalnych, pułkownik.
1 lutego 1952 rozpoczął naukę w Oficerskiej Szkole Informacji, po jej zakończeniu od 7 listopada 1952 odbył praktykę, od 10 kwietnia 1953 był oficerem informacji (kontrwywiadu wojskowego) Wydziału Informacji 16 Pomorskiej Dywizji Zmechanizowanej Okręgowego Oddziału Informacyjnego nr II (Bydgoszcz), od 20 grudnia 1954 starszy oficer informacji Wydziału Informacji 8 Dywizji Zmechanizowanej Zarządu Informacji Pomorskiego Okręgu Wojskowego. 
Od 1 października 1955 był słuchaczem kursów dokształcających oficerów informacji w Ośrodku Szkolenia, po ich ukończeniu 21 lipca 1957 kontynuował służbę w jednostkach Zarządu Wojskowej Służby Wewnętrznej (WSW) Pomorskiego Okręgu Wojskowego: starszy pomocnik szefa Oddziału WSW w Elblągu, od 28 lutego - w Bydgoszczy, od 21 września 1961 w Wydziale I Zarządu WSW Sił Zbrojnych WP, od 3 lipca 1967 szef Wydziału I Oddziału WSW w Koszalinie, od 11 sierpnia 1969 pełniący obowiązki Szefa Wydziału WSW 8 Drezdeńskiej Dywizji Zmechanizowanej, od 2 października 1969 pełniący obowiązki szefa, a od 30 listopada 1970 szef Wydziału II Zarządu WSW, od 6 stycznia do 29 lutego 1972 przeszedł kurs WSW. Od 11 lipca 1973 szef Oddziału WSW w Bydgoszczy. 
Następnie zajmował stanowiska:
- p.o. zastępcy szefa, od 8 lipca 1975 zastępca szefa Oddziału w Zarządzie WSW Marynarki Wojennej PRL (6 sierpnia 1974 – 17 czerwca 1982),
- w 1976 odbył 2-miesięczny kurs w Wyższej Szkole Komitetu Bezpieczeństwa Państwowego ZSRR;
- pełniący obowiązki szefa, od 18 czerwca 1983 szef Zarządu WSW Pomorskiego Okręgu Wojskowego (18 czerwca 1982 - 16 maja 1988),
- od 1 września do 31 października 1986 odbywał studia na kursach w Wyższej Szkole Komitetu Bezpieczeństwa Państwowego ZSRR;
- zastępca Szefa WSW ds. kontrwywiadu – szef Zarządu III Szefostwa WSW (17 maja 1988 – 2 listopada 1989);
- I zastępca Szefa WSW Sił Zbrojnych (3 listopada 1989 – 31 lipca 1990).

Ostatni stopień: pułkownik. Żonaty z Janiną z domu Kędziora, zm. 2008 r.